# Teófilo Collazo
Teófilo Collazo (fallecido en 1966), político uruguayo.
En sus inicios fue anarquista; en su época de estudiante llegó a dirigir la FEUU. Luis Batlle Berres lo fascinó con su prédica batllista, y Collazo se integró al Partido Colorado, siendo conocido como uno de los jóvenes turcos de Batlle. Hizo una destacada carrera: fue subsecretario del ministro de Hacienda en 1955; miembro de la Junta Departamental de Montevideo (1955-1956); director del Instituto Nacional de Colonización en 1956 y de Obras Sanitarias del Estado en 1959. 
Fue elegido senador en las elecciones de 1963, y desde el Senado desarrolló una acción opositora contra el segundo colegiado blanco. Fallece en un accidente en 1966. 
Hoy en día, una calle de Montevideo lleva su nombre.